# Quinto Cecilio Metello
Quinto Cecilio Metello (in latino Quintus Caecilius Metellus; 250 a.C. circa – 175 a.C.) è stato un politico romano durante l'epoca repubblicana.

## Biografia
Figlio di Lucio Cecilio Metello fu pontefice massimo nel 216 a.C., edile nel 209 a.C. e nel 208 a.C., console nel 206 a.C. con Lucio Veturio Filone (console 206 aC), dittatore nel 205 a.C. per la convocazione dei comizi e ambasciatore alla corte di Filippo V di Macedonia, dove fu inviato nel 185 a.C. per le sue doti di valente oratore.
Servì come legatus nell'esercito di Gaio Claudio Nerone e partecipò alla guerra contro Annibale. Nel 201 a.C. fece parte della commissione istituita per la ripartizione dei terreni del Sannio e dell'Apulia ai soldati che avevano partecipato alla guerra. Si distinse anche come oratore, soprattutto per il discorso tenuto al funerale del padre, riportato da Plinio il Vecchio.
Fu sostenitore degli Scipioni e strenuo avversario del poeta Nevio, che fece imprigionare per gli attacchi contro la sua famiglia e contro quella degli Scipioni.
Fu il padre di Quinto Cecilio Metello Macedonico e di Lucio Cecilio Metello Calvo.